# Ossetia
Ossetia (/ɒˈsɛtjə, ɒˈsiːʃə/;

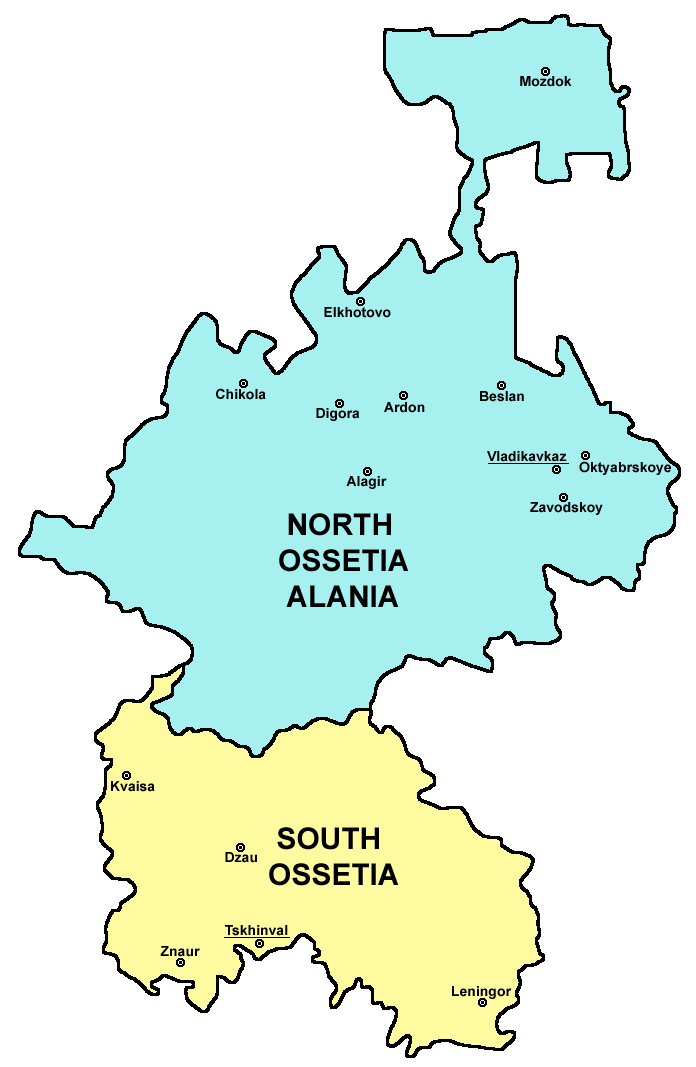
Ossetia Bắc và Nam, thời kỳ Liên Xô

tiếng Ossetia: Ир, Ирыстон, Latinh: Ir, Iryston; tiếng Nga: Осетия, Latinh: Osetiya; tiếng Gruzia: ოსეთი, Latinh: Oseti) là một khu vực dân tộc học nằm ở cả hai bên của Dãy núi Kavkaz, phần lớn là nơi sinh sống của người Ossetia.
Về mặt chính trị khu vực này hầu như chỉ thuộc về hai nước cộng hòa: Cộng hòa Bắc Ossetia-Alania thuộc Liên bang Nga, và Nam Ossetia ly khai đã tuyên bố độc lập de facto và được Nga hỗ trợ về các mặt quân sự dân sự.
Người Ossetia nói tiếng Ossetia, là một thành viên của chi nhánh Iran Đông của Ngữ hệ Ấn-Âu.
Người Ossetia chủ yếu theo Cơ đốc giáo Chính thống phương Đông , và một lượng khá lớn theo Assiani giáo (tiếng Nga: Ассианство, Assianstvo; còn gọi là Uatsdin) hoặc Hồi giáo.

## Lịch sử gần đây
- 1774 - Bắc Ossetia trở thành một phần của Đế quốc Nga[3]
- 1922 - Thành lập khu tự trị Nam Ossetia [4]. Bắc Ossetia vẫn là một phần của SFSR Nga, Nam Ossetia vẫn là một phần của SSR Gruzia.
- Ngày 20 tháng 9 năm 1990 - Nam Ossetia tuyên bố độc lập. Nước cộng hòa vẫn chưa được công nhận, nhưng nó tách ra khỏi Gruzia de facto. Trong những năm cuối của Liên Xô, căng thẳng sắc tộc giữa người Ossetia và người Gruzia tại Khu tự trị Nam Ossetia trước đây của Gruzia (đã bị Gruzia bãi bỏ năm 1990) và giữa người Ossetia và người Ingush ở Bắc Ossetia đã phát triển thành các cuộc đụng độ bạo lực khiến hàng trăm người chết và bị thương. Một làn sóng lớn người tị nạn diễn ra ở cả hai bên.[5][6]

Mặc dù có nước Nga trung gian và Tổ chức An ninh và Hợp tác châu Âu giám sát, ngừng bắn đã được triển khai tại Nam Ossetia vào năm 1992, song các cuộc xung đột Gruzia - Ossetia vẫn chưa được giải quyết. Chính phủ Georgia đề nghị hứa với Nam Ossetia quyền tự chủ lớn hơn và cam kết mở rộng sự tham gia của quốc tế vào việc giải quyết chính trị xung đột, trong khi đó chính quyền ly khai Nam Ossetia đòi độc lập hoặc thống nhất với Bắc Ossetia thuộc Liên bang Nga.
Vào Chủ nhật ngày 12 tháng 11 năm 2006, người dân Nam Ossetia (chủ yếu là người sắc tộc Ossetia) đã đi bỏ phiếu trong một cuộc trưng cầu dân ý về sự độc lập của khu vực khỏi Georgia. Kết quả là "có" cho nền độc lập, với tỷ lệ cử tri đi bầu trên 95% từ những người trong số 70.000 người của lãnh thổ đủ điều kiện bỏ phiếu vào thời điểm đó. Cũng có một cuộc bỏ phiếu ủng hộ nhiệm kỳ mới cho tổng thống của Nam Ossetia, Eduard Kokoity.